# Rita Van De Ginste
Rita Van de Ginste (Gent, 3 juli 1945) is een Vlaams schrijfster van reisverhalen en romans.

## Levensloop
Rita Van de Ginste werd geboren in Gent en groeide op te Bachte-Maria Leerne. Van opleiding is ze verpleegster en tropisch verpleegster en later podoloog en cosmetoloog. Ze is getrouwd met Ludo Hameeuw en heeft drie kinderen. Nog voor ze trouwde trok ze met haar latere man de wereld in. Zo trok ze per bus naar Kathmandu en bereisde ze vele malen over land het Midden-Oosten en Noord-Afrika. Midden de jaren tachtig en daarna trok ze ook te voet vanuit Nepal naar Tibet en reisde met een rugzak door Zuidoost-Azië, India en Midden-Amerika en nam ze de Transmongoolse trein naar Ulaanbaatar en verder door naar Peking. Ze woont in de loop van het jaar afwisselend in België en in Frankrijk.

## Reisverhalen
Deze vele reizen vormden de aanleiding om haar ervaringen neer te schrijven. De stap zette ze na haar reis met haar familie door het land van Saddam Hoessein in de zomer van 1990, toen deze met zijn troepen Koeweit binnenviel, Golfoorlog (1990-1991). Ternauwernood wist ze het land te ontvluchten en ze schreef een eerste reisverhaal: Irak, Tussen Tigris en Eufraat
In 1993 reisde Van de Ginste met haar man naar India, waar ze samen met een Belgische delegatie deelnam aan de plechtige overdracht van de stoffelijke resten van Pater Constant Lievens (1856-1893). Daarna trok ze verder naar Calcutta en naar de Indiase deelstaat Sikkim in de Himalaya. Ze ontmoette er onder meer Moeder Teresa en verbleef te Darjeeling bij een Tibetaanse familie. Deze avonturen beschreef ze in India, Een glimlach om niets.
Een derde reisverhaal Birma - Thailand - India: Een prachtige chaos is het verslag van een reis door Birma, Thailand en India, een reis die ze samen met haar man en jongste zoon Hendrik maakte in de zomer van 1999.
In 2000 reisde Van de Ginste met haar echtgenoot richting de Provence. In het kleine dorpje Beaulieu, in het zuidelijkste puntje van de Ardèche, bouwden ze een woning. De ervaringen bij het bouwen,  hun integratie in de lokale gemeenschap en de ontdekkingen van de natuurpracht van de streek beschreef ze in haar vierde boek: Rendez-vous met God in Frankrijk, bouwen aan een thuis in de Provence (2004).
In 2010 verscheen De Trans-Siberische en de Trans-Mongoolse spoorlijn, een verslag in co-auteurschap met haar zoon, Willem-Alexander Hameeuw van een reis per trein van Roeselare naar Beijing. Het werden twee verhalen naast elkaar met elk een eigen kijk en beleving. Met zijn verhaal werd Willem-Alexander eerste laureaat in een reisverhalenwedstrijd georganiseerd door de kranten De Standaard en de De Morgen.
In 2015 verscheen het boek De fantastische reis van 1972. Het had eigenlijk haar eerste grote reisverhaal moeten zijn toen ze in dat jaar met een groep jongeren met een autobus en een minibus vanuit België naar Nepal trok. Het dagboek dat ze toen schreef, raakte echter in de vergetelheid. Een idee van een medereiziger om na 42 jaar een reünie te houden was de aanleiding om het dagboek boven te halen, te herwerken en te publiceren. 

## Romans
In 2011 verscheen haar eerste grote roman: Moeras. Het verhaal van een mislukt huwelijk in de verstikkende cultuur van Saudi-Arabië en de vlucht van de zelfbewuste jonge vrouw met haar zoontje over Jordanië, Syrië en Turkije. Terug in België wordt ze meegezogen in een familieconflict van een Pakistaanse familie die haar kind ontvoert. Ze gaat zelf op zoek naar haar zoontje in het ontoegankelijke en gesloten gebied van Waziristan het noordwesten van Pakistan.
Begin 2012 verscheen haar tweede roman Een leven vol vibraties.  In 2019 volgde de autobiografische roman Een chaotische puzzel. Hierin beschrijft de auteur de aanloop naar de diagnose van de chronische ziekte: neuropathie van de nervus pudendus, de verwerking van de diagnose en hoe deze ziekte haar leven beïnvloedt.